# Футбол у Ліхтенштейні

Логотип футбольного союзу Ліхтенштейну

Футбол в Ліхтенштейні — найпопулярніший вид спорту. При населенні в 36 тисяч осіб в країні зареєстровано 1700 футболістів: юніорів, професіоналів і аматорів.

## Зародження футболу в князівстві
На початку 20 століття Ліхтенштейн був суто аграрною державою, а позиції католицької церкви залишалися сильними. У цих умовах спорт практично не розвивався, на відміну від сусідніх  Австрії і  Швейцарії, де футбольні чемпіонати проводилися з кінця 19 століття. Лише після інтеграції з Швейцарією в кінці 1920-х років масовий спорт в маленькому князівстві почав поступово розвиватися.

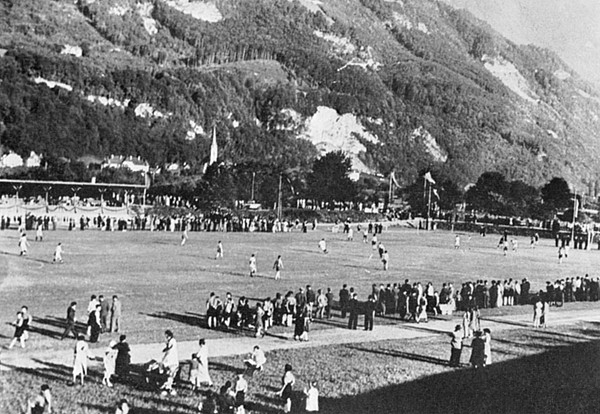
Ліхтенштейн — «Блю Старс»

У грудні 1931 пройшли установчі збори першого клубу з Ліхтенштейну — «Вадуца» (офіційна дата заснування — 14 лютого 1932 року). Муніципалітет виділив клубу землю для ігор і тренувань і перший сезон «Вадуц» провів у чемпіонаті Форарльберга. У наступному році були засновані «Бальцерс», «Кікерс» з Мюлехольца, «Трізен» і «Шан». «Кікерс» незабаром об'єднався до «Вадуцом», а «Шан» розпався і відродився лише в 1949 році. У 1934 році ці клуби сформували Ліхтенштейнський футбольний союз. У 1958 році був заснований клуб «Руггелль», а в 1965 році в єдиний клуб об'єдналися «Ешен» (заснований в 1960 році) і «Маурен» (що існував в 1954-59 роках), а в 1972 році утворився наймолодший клуб Ліхтенштейну, «Трізенберг».
Так як в Ліхтенштейні не вистачало команд для створення власного чемпіонату, було ухвалено рішення прийняти клуби князівства в швейцарську футбольну систему. І з 1933 року і клуби з Ліхтенштейну почали грати у різних лігах Швейцарії.
У 1936 році була зіграна перша міжнародна зустріч. Збірна жителів Ліхтенштейну грала з резервним складом цюрихського «Грассхоппера» і програла 3:6, ведучи по ходу зустрічі 2:1. А через два роки на честь відкриття нового майданчика збірна зіграла з швейцарським грандом того часу «Блю Старс» з Цюриха. Більше тисячі вболівальників, серед яких був князь Франц Йосип II, стали свідками поразки команди Ліхтенштейну з рахунком 2:6.

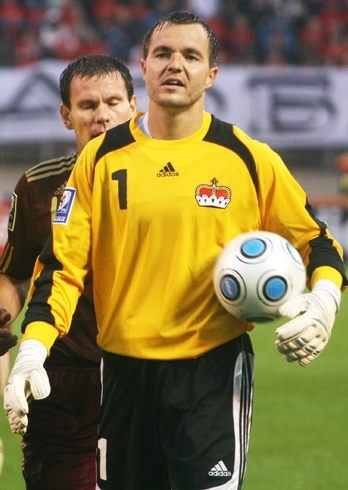
Ветеран збірної — голкіпер Петер Єле

## Чемпіонат Ліхтенштейну з футболу
З моменту вступу в 1932 році в Швейцарський футбольний союз клуби Ліхтенштейну «Бальцерс» і «Трізен» стали також членами федерації футболу кантону Санкт-Галлен. У 1933 році до них приєднався Вадуц, який відіграв до цього один рік в регіональній лізі австрійської землі Форарльберг, і всі 3 клуби (інші 4 клуби князівства засновані після Другої світової війни) були об'єднані в одну регіональну групу, переможець якої оголошувався чемпіоном Ліхтенштейну. У сезоні 1936/37 року в змаганнях під егідою Швейцарського футбольного союзу брав участь тільки один учасник від князівства — «Трізен», який був оголошений чемпіоном Ліхтенштейну без ігор з іншими командами князівства.
Всього було оголошено чотири чемпіони Ліхтенштейну:
- 1933/34 «Трізен»
- 1934/35 «Трізен»
- 1935/36 «Вадуц»
- 1936/37 «Трізен»

Надалі клуби князівства в одній регіональній групі не грали і чемпіони Ліхтенштейну не проголошувалися, а вже після Другої світової війни команди стали змагатися між собою в кубковому турнірі.

## Кубок країни
Після війни, в 1946 році, був розіграний перший національний кубок країни. І першим володарем став клуб «Трізен», що обіграв у фіналі «Вадуц» 3:1. Наступні роки пройшли в протистоянні «Вадуца» і «Трізена». Трізенці ще 4 рази святкували перемогу, проте у наступному десятилітті «Вадуц» почав домінувати, вигравши 9 титулів.
Домінування «Вадуца» було перервано штучно: в 1963 році федерація Ліхтенштейну заборонила клубу брати участь в кубку, так як рівень інших команд був набагато нижче. Лише через три роки «Вадуц» зміг знову взяти участь у розіграші і виграв 7 титулів поспіль. У 1970-ті року намітилася тенденція наростання конкуренції в кубку, яка тривала до кінця 1990-х. Основну конкуренцію «Вадуцу» представляли «Ешен-Маурен» і «Бальцерс». За весь час «Руггель» 6 разів виходив у фінал, але жодного разу не зміг взяти трофей. А «Трізен» жодного разу до фіналу не виходив.

## Збірна Ліхтенштейну
У 1974 році Ліхтенштейн став сто сорок другим членом ФІФА і 34-м членом УЄФА. Важливим кроком для розвитку молодіжного спорту став вступ федерації в Футбольний союз Боденського озера, зміцнювалися зв'язки з федерацією швейцарського кантону Граубюнден і з федерацією Форарльберга.
У 1983 році на пост президента федерації було обрано Ернста Нігга. При ньому відбулися якісні зміни у футболі: були створені дитячі збірні, укладені перші контракти з телебаченням і у федерації з'явилися гроші для найму професійного тренера (ним став німець Дітріх Вайс), відбулася остаточна інтеграція в УЄФА, «Вадуц» взяв участь у Кубку володарів кубків, а збірна зіграла у відборі на Євро-96.
20 квітня 1994 року стало історичним днем для футболу Ліхтенштейну. В Віндзор Парку збірна князівства зіграла свій перший офіційний нетовариський матч. У матчі кваліфікації на Євро-96 ліхтенштейнці програли 1:4 збірній Північної Ірландії, а перший історичний гол забив Даніель Хаслер.

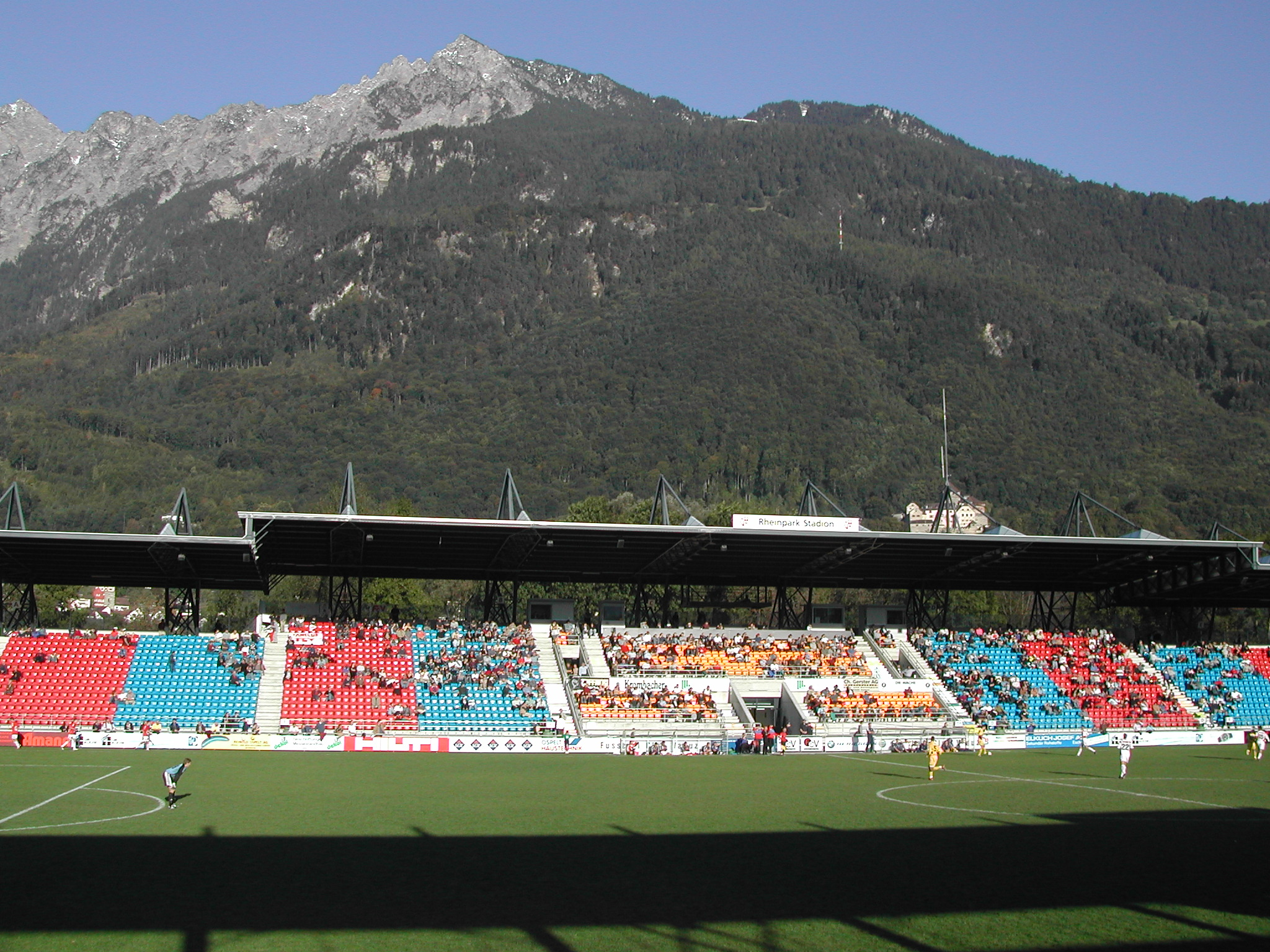
«Райнпарк» — національний стадіон Ліхтенштейну

## Ліхтенштейнський футбол сьогодні
Юнацькій збірній князівства (до 16-ти років) під керівництвом Ральфа Лозі вдалося пробитися на  Чемпіонат Європи 1998 року серед однолітків. У кваліфікаційних іграх були обіграна Болгарія і Азербайджан, а голи забили майбутні зірки Ліхтенштейну, Ронні Бюхель і Томас Бек. Незважаючи на програш всіх матчів у фінальній стадії, ця поїздка в Шотландію увійшла в історію Ліхтенштейну.
31 липня 1998 року матчем «Вадуц» — «Кайзерслаутерн» було відкрито новий національний стадіон, який відповідає всім вимогам УЄФА — «Райнпарк» у Вадуці. У 2006 році до основних трибунам стадіону були добудовані дві трибуни за воротами, зараз арена оточена глядацькими місцями з усіх боків.
У 2003 році на пост президента був обраний Райнхард Вальзер, при ньому федерація вийшла із затяжної кризи, а бюджет перевищив 3 мільйони  швейцарських франків. У тому ж році на полях князівства був проведений  Чемпіонат Європи серед команд віком до 19 років. Господарі програли всі три групові матчі, а в фіналі Італія обіграла Португалію з рахунком 2:0. Футбольна асоціація Ліхтенштейну отримала високу оцінку з боку УЄФА, а також велику повагу і визнання за свою роботу.
У 2009 році федерація Ліхтенштейну відзначила 75-річчя. На урочистій зустрічі виступили президент ФІФА Йозеф Блаттер, президент УЄФА Мішель Платіні, президент федерації Німеччини Тео Цванцигер, президент Швейцарської асоціації Петер Жільерон і багато інших діячів європейського футболу.
На наступний рік в Ліхтенштейні було проведено турнір серед європейських збірних до 17-ти років. Через травми і банальну нестачу гравців від участі в турнірі відмовилися господарі. Перемогу в турнірі здобула команда Англії. Понад 20 тисяч осіб відвідали ігри в Вадуці і Ешені.